# ライフスポーツKTV
ライフスポーツKTVは、関西テレビ放送株式会社のグループ企業である株式会社関西テレビライフが運営する日本のスポーツクラブ。

## 概要
関西地方を中心に展開される。名称に含まれる「KTV」とは、運営会社の親会社にあたる関西テレビ放送の英文略称。名前の似たスポーツクラブとしてかねはら系列のSPJライフスポーツプラザがあるが、事業的なつながりはない。
一部の営業所（天六店、垂水店、フレスコ垂水店、フレスコ茨木店）では、運営会社の子会社である株式会社ウエルネスライフが会員への指導業務をおこなっている。

## 店舗

### 営業中
大阪府
- ライフスポーツKTV 天六店　（大阪市北区）
- ライフスポーツKTV 豊中店　（豊中市・阪急オアシス内）
- KTVスイミングスクール 石橋店　（箕面市）
- KTVフィットネスクラブ フレスコ茨木店　（茨木市・スポーツプラザ茨木内）

兵庫県
- ライフスポーツKTV 垂水店　（神戸市垂水区）
- KTVフィットネスクラブ フレスコ垂水店 （神戸市垂水区・レバンテ垂水内）

### 過去に営業していた店舗
- ライフスポーツKTV 喜連瓜破店 - 2012年8月31日閉店
- ライフスポーツKTV 大和田店 - 2016年8月31日閉店